# هنري كونويل وود
هنري كونويل وود هو سياسي أسترالي، ولد في يوليو 1840 في بالاري ‏ في الهند، وتوفي في 18 يونيو 1926 في بريزبان في أستراليا.